# Gonzalo Olave
Gonzalo Alonso Olave Alcaide (Santiago, 29 de diciembre de 1983-Santiago, 4 de abril de 2009) fue un actor chileno, conocido por sus personajes en la telenovela Lola y Mis años grossos, donde interpretó el papel protagónico.

## Biografía
Nació el 29 de diciembre de 1983 en Santiago de Chile, siendo el segundo de cuatro hermanos. Estudió en el Liceo Manuel Barros Borgoño de Santiago Centro, para luego ingresar a teatro en el Instituto Profesional DuocUC, tras fracasar sus intentos de emigrar a Nueva York. Desde los 16 años, Olave participó como modelo en diversos avisos publicitarios, protagonizando un centenar de comerciales en su país y a nivel internacional, incluyendo el segundo hombre desnudo en un aviso comercial chileno.
En 2007, debutó en televisión con un personaje secundario en Lola, producida por Canal 13. Su personaje, Boogie, aunque apareció ocasionalmente en sus inicios, alcanzó nivel estable con el avance de la producción. Al mismo tiempo, Olave participó en presentaciones de teatro corporal con su compañía de teatro "La Marcha", como parte de su proceso de titulación.
Convertido en una promesa, tras el fin de Lola a mediados de 2008, Olave fue contactado para participar en un capítulo de la serie Mi primera vez de Televisión Nacional de Chile, mientras preparaba una productora y una gira itinerante de teatro por pequeños pueblos de Chile junto a otros actores. Además, fue convocado para protagonizar la adaptación chilena de la serie norteamericana That '70s Show. La serie, titulada como Mis años grossos, debutó el 2 de marzo de 2009, entrando a competir en el horario de la Guerra de las teleseries. La baja sintonía de la propuesta obligó al cambio de horario y finalmente a la cancelación del programa a fines del mes de marzo.

## Muerte
Cerca de las 21 horas del 4 de abril de 2009, Olave protagonizó un accidente en su motocicleta en la calle San Ignacio, en la comuna santiaguina de San Miguel. Pese a ser trasladado de inmediato al Hospital Barros Luco, los politraumatismos con los que llegó al recinto hospitalario provocaron su muerte a las 23.30 del mismo día. Fue sepultado el día 7 de abril en el Cementerio General de Santiago.

## Filmografía

### Series de televisión
| Año       | Telenovela                         | Personaje                 | Canal       |
| --------- | ---------------------------------- | ------------------------- | ----------- |
| 2007-2008 | Lola                               | Sebastián Cuevas (Boogie) | Canal 13    |
| 2009      | Mi primera vez (episodio: Mariana) | León                      | TVN         |
| 2009      | Mis años grossos                   | Rodrigo Molina            | Chilevisión |